# 女子フィナリッシマ
女子フィナリッシマ（英: Women's Finalissima）は、UEFA欧州女子選手権とコパ・アメリカ・フェメニーナの優勝チーム同士が対戦する、女子サッカーのスーパーカップ戦である。

## 概要
フィナリッシマの女子大会として創設された。
2023年には第1回大会がロンドンのウェンブリー・スタジアムにて開催され、PK戦の末にイングランドが初優勝した。

## 結果

### 2023年
| 4月6日 |

| イングランド · （UEFA欧州女子選手権2022 優勝）       | 1 - 1    | ブラジル · （コパ・アメリカ2022 優勝） |
| トゥーン 23分                                        | レポート | アンドレッサ 90+3分                    |
|                                                      | PK戦     |                                        |
| スタンウェー トゥーン デーリー グリーンウッド ケリー | 4 - 2    | アドリアナ タミレス ソウザ ケロリン    |

| ウェンブリー・スタジアム（ロンドン） 観客数: 83,132人 主審: ステファニー・フラパール（フランス） |

## 統計

### 代表別成績
| 国・地域名   | 優 | 準 | 優勝年 | 準優勝年 |
| ------------ | -- | -- | ------ | -------- |
| イングランド | 1  | 0  | 2023   |          |
| ブラジル     | 0  | 1  |        | 2023     |

### 大陸連盟別成績
| 大陸名   | 優 | 準 |
| -------- | -- | -- |
| UEFA     | 1  | 0  |
| CONMEBOL | 0  | 1  |